# Cimrmanovo dílo
Cimrmanovo dílo je seznam uměleckých děl, která připisují scenáristé Divadla Járy Cimrmana a Salónu Cimrman tomuto fiktivnímu géniovi. Jsou to příspěvky do literatury, vědy, výtvarného umění, filosofie a podobných oborů lidské činnosti.
Ne všechny byly předvedeny na veřejnosti, některé jsou pouze zmiňovány v seminářích, které jsou součástmi představení.

### Odborná literatura
- Návrh školské reformy
- History And Memory (Dějepis a paměť)
- Národy a pronárody (etnografická studie)
- Teorie o vzniku a vývoji jazyka
- Teorie absolutního rýmu
- Projekt Panamského průplavu
- Zuby - pohroma huby (dentistická příručka)
- Die Fensterpolitik (Okenní politika, o fenoménu defenestrace)
- Sebeobrana na ulici, v domě, všude (instruktážní brožura) [1]
- Pěstění osobnosti
- Projekt muzea Kolumbova vejce
- Polární bludný kruh (cestopis)[1]
- Who Is Who (Kdo je kdo, nesprávný překlad E. Fiedlera "Vlak je vlak")
- Elastický zeměpis (učebnice zeměpisu motivovaná návštěvou Londýna)
- Cimrmanovská šesterka

### Próza
- Africký deník
- Stín v maštali (román)
- Školník (nedokončený román s pedagogickou tematikou)
- Dědeček (román, ovlivněný Babičkou Boženy Němcové)
- Smíšené manželství (povídka z 1. světové války)

#### Příběhy pro žebráky
- Hrabě lidumil
- Umělkyně
- Přenošené dítě

#### Pohádky
- Dlouhý, Široký a Krátkozraký
- Jak chudák do ještě větší nouze přišel
- Kašpárkův hrobeček
- O třinácti tchyních (syrový pohádkový horor)
- Malé maléry (říkanky, pohádky, bajky a mravoučné příběhy pro děti)
  - Jak stařeček měnil
  - Jak se šel tchoř vycpat
  - Jak to vzal jezevčík zkrátka
  - O dvouhlavé princezně a bezhlavém rytíři

### Poezie

#### Básně
- Ážmilid (báseň)
- Balada o kuplířce z Frýdlantu
- Cizina (báseň)
- Divoké větry (sbírka)
- Lesní studánka (poslední dva verše básně J. V. Sládka)[p 1]
- Maralík/Minařík (detektivní balada)
- Svou pravdu nebudeme skrývat (báseň)
- Školákovo trápení
- Školní brašnička (báseň)
- říkánky v Liptákovské hospodě
- Krejčovský synek
- Erotika
- Máňa
- Obchodnice s obchodníky
- Výlet vlakem
- Rodina je základ státu
- Vánice a metelice (báseň)

#### Písně
- Píseň proti trudomyslnosti[p 2]
- Elektrický valčík
- Spi, Havlíčku (oslavná píseň na Karla Havlíčka Borovského)
- Šel nádražák na mlíčí
- Nechoď domů opilá (jako prvotinu složil pro svou sestru)
- I sedlák se nasytí (kuplet)
- Pro vdovičku (milostné písně věnované paní Róze) - příklady písní:
  - Dvojice
  - Krása bez závoje
  - Vzácný kámen
- Mně se líbí paní nadlesní (text pro Malou noční hudbu W. A. Mozarta)
- Pojď, Járo, do chomoutu (text pro Svatební pochod F. M.-Bartholdyho)
- Mlynářovým dětem průvodce světem (sborníček písní pro mlynářské děti) - příklady písní:
  - Mlýnské kolo
  - Nad náhonem

### Drama

#### Činohry
- Afrika
- Akt
- Bezruký kapsář
- Blaník
- Čechové na Řípu / Čechové na řípu
- České nebe
- Dobytí severního pólu
- Doderná v Kartouzích
- Domácí zabijačka (toiletní horor)
- Doživotí
- Elektrická sesle (celovečerní horor)
- Hladovka
- Hluboký ponor (drama o záchraně před utonutím)
- Hodina pravdy (drama)
- Jak jim to Ježíšek nedaroval[1]
- Jak se broučci poprali
- Karanténa
- Marná snaha (činohra)
- Němý Bobeš
- Opeřený had
- Pilník v mazanci
- Posel světla
- Prázdniny s kanibalem Dufkem
- Přetržené nítě
- Sodoma
- Švestka
- Tma jako v pytli (předchůdkyně rozhlasové hry, nasazovaná v případě výpadku el. proudu)
- Veselé mříže

- Vizionář
- Vražda v salonním coupé
- Vyšetřování ztráty třídní knihy
- Záskok

##### Psychodramata
- Lijavec
- Nestyda Hausner (jedna z jeho krátkých her Léčebného divadla)

##### Loutkové hry
- Hydra a Šmidra
- Loutková junta
- Nevěřící Vlasák (původní maňásková verze hry Blaník)

##### Scénky a skeče
- Flaška a Krabice (Cimrmanova prvotina z doby studia na střední škole - veselá scénka pro školní akademii)
- Hladovka (skeč z vězeňského prostředí)

- Pud a stud (etuda pro dvě kysny a škatulku)
- Jmelí (univerzální dialog, resp. trialog,[p 3] sepsaný na probuzení nápovědy)
- Vichr z hor (Scénka sepsaná pro rychlý úprk herců z divadla po nepovedeném představení)

#### Opery, operety a muzikály
viz hudba

### Anekdoty
- optické
- chemické: např. H2SO5
- protihabsburské (tzv. „protihabsburáky“): např. Císař pán v muničním skladu
- Anekdota o kováři Jirsovi
- a jiné

## Hudba

### Koncertní
- Kovář Jirsa (symfonie o dvou nebo pravděpodobně o třech větách)

### Opera, opereta, muzikál
- Uhlířské Janovice (opereta)
- Proso (opereta) - obrazy 62 až 67 uvádí Divadlo Járy Cimrmana v rámci představení Hospoda Na mýtince
- Panama (opera)
- Kleštěncova bronchitida (muzikál)
- Úspěch českého inženýra v Indii (opera)
- V chaloupky stínu (opera) - dochovalo se pouze libreto a závěrečná patetická kóda

### Písně
viz poezie

## Výtvarné umění

### Malířství
- Pokojíčky - zmizelá epopej čítající dvanáct pláten, inspirovaná obrazy P. Brueghela; vrcholné dílo Cimrmanova raného, tzv. statického období
- Moře

### Živé obrazy
- Naše slavné prohry
  - Bitva u Lipan
  - Bitva na Bílé hoře
  - Bitva u Chlumce
- Blaničtí rytíři
- Jirásek se dívá do minulosti
- Libuše se dívá do budoucnosti
- Koniáš se dívá do díry
- Hus před koncilem kostnickým
- Hus po koncilu kostnickém
- Lomikare, do roka a do dne
- Sokolové vyprovázejí Jana Ámose do vyhnanství
- Bratranci Veverkové vynálezci ruchadla
- Přemysl Oráč očekává příchod Libušina poselstva
- Škodu nezjistí kdo se pojistí
- Palacký (seriál)
  - Byli jsme před Rakouskem
  - Budeme i po něm
  - Kdo ví jestli

### Sochy
- autobusta
- nedokončená autosocha

## Kinematografie

### Filmy
- Nevlastní manžel
- Mumifikace
- Místodržitel
- Halali
- Rašelin – vládce močálů
- Neodbytný detektiv (zachoval se pouze ve scénáři)

- Chtěla bych ženicha mladého s kučeravými vlasy (kriminální horor)
- Kde jste byli, pobudové? - jeden z posledních filmů J. Cimrmana

## Ostatní

### Filosofie
- filosofie externismu

### Přednášky pro seniory
- Naše domovina
- Pleteme si (seznam nejčastěji si pletených slov)
- Druhá míza
- Po přechodu (jakési desatero pro chodce)
- Přestáváme být mužem, a na ni navazující studie Co s volným časem
- Poslední profese (o žebrání)

### Tělovýchova
- Tělovýchovná jednota SUP. Nešlo o označení ornitologické jako u jiných tělovýchovných jednot, např. spolku Sokol, ale znamenalo to Sport – Umění – Peří. Cvičení neprobíhalo ve stejnokrojích nebo speciálních oblecích, protože Cimrman chtěl, aby to bylo jako ze života, říkal totiž, že když vás bude honit nějaký pes nebo pan myslivec, nebudete mít čas se převléknout. Proto jeho svěřenci běhali s kufry, v škrobených šatech…